# Theodor Meron
Theodor Meron (Kalisz, 28 april 1930) is een Amerikaans jurist van Poolse afkomst. Hij is een vooraanstaand rechtsgeleerde op het gebied van internationaal humanitair recht, mensenrechten en internationaal strafrecht en was als hoogleraar verbonden aan verschillende universiteiten. Sinds 2001 is hij rechter en daarbij voor de tweede maal rechter-president van het Joegoslavië-tribunaal.

## Levensloop

### Holocaust en studie
Meron werd in 1930 geboren in een Joods gezin in Kalisz. Tijdens de Tweede Wereldoorlog bracht vier jaar van zijn kinderjaren door in het werkkamp bij Częstochowa. In de oorlog verloor hij zijn moeder, broer en alle vier grootouders.
Hij studeerde rechten aan de Hebreeuwse Universiteit van Jeruzalem en behaalde hier de graad van Master of Jurisprudence. Daarna slaagde hij als Master of Laws en Doctor of Juridical Science aan de Harvard-universiteit en behaalde hij verder nog het diploma in internationaal recht van de Universiteit van Cambridge.

### Diplomatie en hoogleraarschap
Meron was in Israël werkzaam als juridisch adviseur voor het Ministerie van Buitenlandse Zaken. Verder gaf hij juridisch advies aan de Israëlische ambassadeur in Canada en aan de Verenigde Naties in Genève. Sinds 1977 is hij hoogleraar internationaal recht en hij begon dit jaar in deze functie aan de Institut universitaire de hautes études internationales in Genève. Tussen 1991 en 1995 was hij ook als hoogleraar aan dit instituut verbonden.
In 1978 emigreerde hij naar de Verenigde Staten en in 1984 nam hij ook de nationaliteit van dit land aan. Sinds 1994 bekleedde hij de Charles L. Denison-leerstoel van de School of Law van de New York-universiteit. Hij was verder gasthoogleraar aan de Harvard-universiteit, de Universiteit van Californië in Berkeley, de Haagsche Academie voor Internationaal Recht en een groot aantal academische instellingen meer.
Hij is lid van een meerdere juridische genootschappen, waaronder de American Society of International Law en het Institut de Droit International. Als lid van de delegatie van de Amerikaanse regering nam hij in 1990 deel aan de Conference on Human Dimensions in Kopenhagen van de OVSE. Ook nam hij deel aan de conferenties waarmee de oprichting van het Internationale Strafhof werd voorbereid, inclusief de oprichtingsconferentie in 1998 in Rome, en een groot aantal andere conferenties op het gebied van internationaal humanitair recht. Ook was hij lid van allerlei commissies van wijzen, waaronder verschillende malen voor het internationale Rode Kruis op het bijvoorbeeld het gebied van gewapende conflicten.
Meron bracht een groot aantal publicaties voort en werd met zijn boek Human Rights Law-Making in the United Nations uit 1986 onderscheiden met het Certificaat van Verdienste van de American Society of International Law; van het genootschap ontving hij ook de Manley O. Hudson Medal. Frankrijk benoemde hem verder tot Officier in het Legioen van Eer.
Tussen 1993 en 1998 was hij medehoofdredacteur van het American Journal of International Law en werd daar later benoemd tot ereredacteur. Daarnaast was hij redacteur voor andere juridische vakbladen en schreef hij op verzoek van de Haagsche Academie voor Internationaal Recht de algemene cursus voor internationaal publiekrecht.

### Joegoslavië-tribunaal
Sinds 2001 is hij rechter van het Joegoslavië-tribunaal in Den Haag en hij was van maart 2003 tot november 2005 en is opnieuw sinds november 2011 rechter-president van het tribunaal. Vervolgens werd hij in december 2011 benoemd tot rechter en president van het Internationaal Residumechanisme voor Straftribunalen dat sinds 2012 dient als opvolger van het Joegoslavië-tribunaal en Rwanda-tribunaal in Arusha.
In juni 2013 lekte een e-mail van Frederik Harhoff uit, de Deense rechter van het Joegoslavië-tribunaal, waarin hij de politieke druk hekelde die op hem en de andere rechters zou worden gelegd en waarbij hij de vrijspraak in hoger beroep van de Kroatische generaals Ante Gotovina en Mladen Markač in verband bracht met de druk van de Amerikaanse regering op Meron. Beide generaals waren in 2011 nog veroordeeld tot respectievelijk vierentwintig en achttien jaar gevangenisstraf. De reacties op Harhoffs gelekte e-mail waren verdeeld tussen "overtrokken" enerzijds vanuit Leidse wetenschappelijke hoek, tot de roep om "opstappen" anderzijds van de Moeders van Srebrenica en van vanuit Rwandese hoek. Meron, Harhoff en het tribunaal reageerden niet op het bericht.

## Bibliografie (selectie)

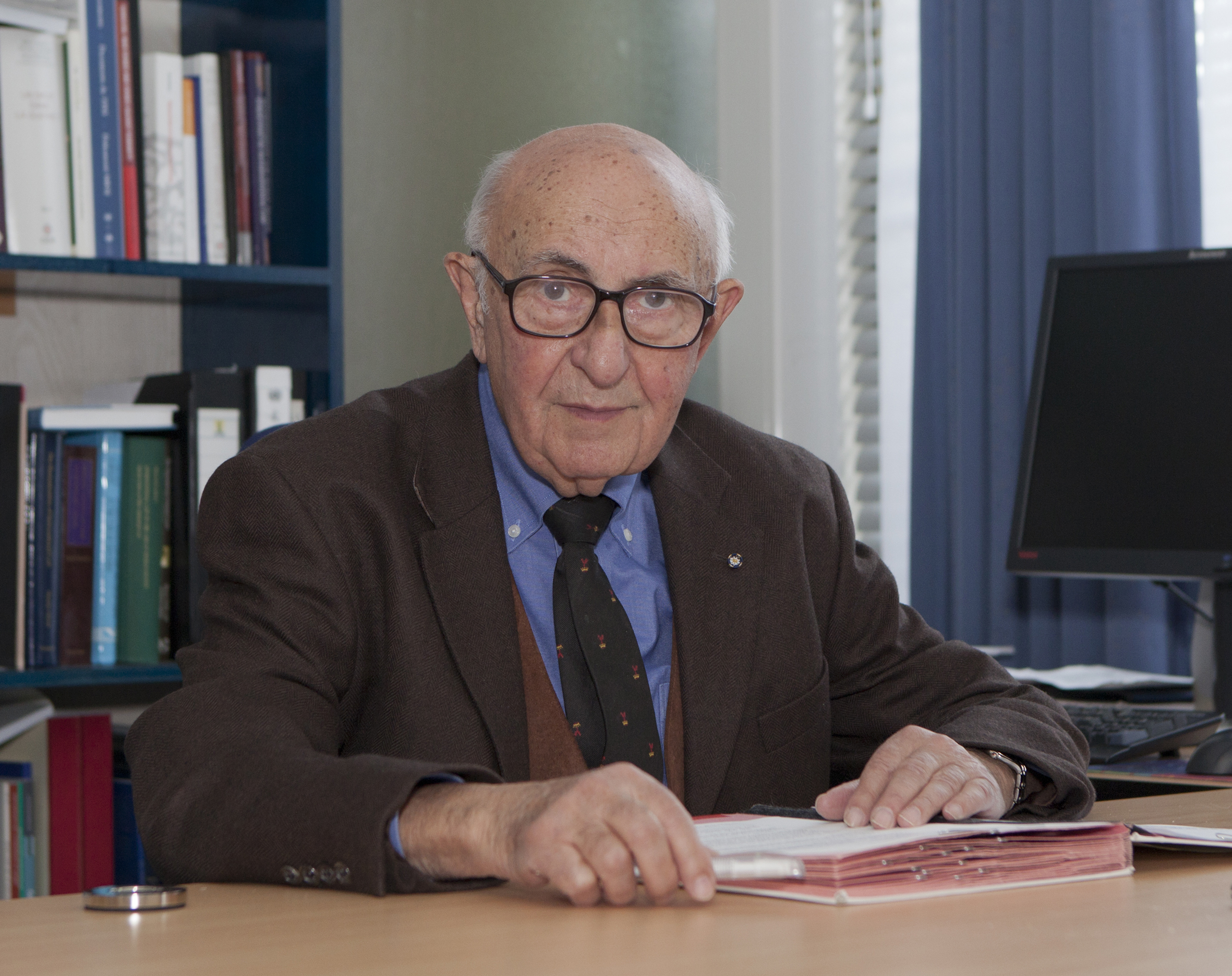
Meron, 2011